# Slag bij Sybota
De Slag bij Sybota vond plaats in 433 v.Chr. voor de kust van Epirus tussen Corcyra (het huidige Korfoe) en de stadstaat Korinthe. Het was een van de zeeslagen van de Peloponnesische Oorlog.
Corcyra was een oude Korinthische kolonie die niet langer in de invloedssfeer van de moederstad wilde blijven. De eilandstad had in die periode de grootste vloot van Griekenland, op Athene na. Beide waren bondgenoten in de Delische Bond. Athene stuurde tien triremen om de Corcyrische vloot te versterken. Korinthe verzamelde een vloot van 150 triremen onder het bevel van admiraal Xenoclides en voer naar het eiland Corcyra.
Corcyra had een vloot van 110 triremen onder het bevel van admiraal Miciades verzameld bij de Sybota-eilanden. De Atheense admiraal Lacedaimonius (zoon van Cimon) had zich met zijn schepen daarbij gevoegd. Toen de Korinthiërs verschenen, vormde de Corcyrische vloot een slaglinie met de Atheners op de rechterflank. De Korinthiërs van hun kant stelden de Megariërs op aan hun rechterflank. Beide vloten vochten met hoplieten aan boord, samen met boogschutters en speerwerpers. Tijdens de zeeslag werden de schepen zelden geramd, maar probeerde men de triremen van de tegenstander te enteren.
De Corcyrische vloot wist uiteindelijk de Megariërs op de rechterflank te verjagen en trokken zich terug naar hun basiskamp voor de kust van Epirus. De Korinthische vloot op zijn beurt versloeg de Corcyriërs en de Atheners. Toen de Korinthiërs aan land wilden gaan op Corcyra, werden ze onverwachts aangevallen door een Atheense vloot onder bevel van Glaucon en Xenoclides blies de aftocht.
De volgende dag probeerden de Korinthiërs opnieuw het eiland te bezetten, maar werden opnieuw door de Corcyriërs met steun van de Atheense vloot verjaagd. Beide partijen, Corcyra en Korinthe, claimden de overwinning.
Spoedig na deze zeeslag vochten de Atheners en Korinthiërs weer tegen elkaar in de Slag bij Potidaea. Dit leidde tot een oorlogsverklaring van Sparta.